# Powiat Watarai
Powiat Watarai (jap. 度会郡 Watarai-gun) – powiat w Japonii, w prefekturze Mie. W 2024 roku liczył 39 191 mieszkańców.

## Miejscowości
- Minamiise
- Taiki
- Tamaki
- Watarai